# 安徽基督教
自1869年中国内地会传教士进入安庆，基督新教在安徽省的传播已有140年的历史。

## 历史

### 初期
首先进入安徽省的基督教差会是中国内地会。内地会传教士在1866年进入中国，宗旨是向通商口岸以外地区传教。首先开展的地区为浙江、江苏、江西和安徽四省。1869年，内地会传教士宓多士（Mr.Meadows）与卫良生（Mr.Williamson）进入安徽省会安庆，租民房设立圣爱堂。此后数年中又创立差会总堂3处：宁国府（1874）、池州府（1874）、徽州府（1875）。在1885年以前，内地会是该省唯一的新教教会组织，初期传教颇为艰难，进展缓慢。。从1885年以后，内地会在安徽省的发展加速，15年内增设了8座总堂：芜湖、正阳关、六安、广德、太和、建平（郎溪）、颍州（阜阳）和来安。
1885年，美国圣公会的中国牧师颜永京进入芜湖，建立圣雅各堂，为第二个进入安徽的差会机构。此后数年内，又有其余3个西方传教差会来到安徽省：美以美会、宣道会、基督会，以上4个差会均来自美国。它们的地区总部多半设在南京，传教机构一般先在南京立足后，再逐步发展到安徽。到1900年时，美国圣公会已经在芜湖和安庆设立了2座总堂，基督会在安徽设立了滁州、芜湖和合肥3 个总堂，美以美会在安徽建立芜湖总堂，宣道会设5个总堂（芜湖）。

### 20世纪初
1901年到1920年期间，基督教在中国经历了一个迅速增长的时期。1908年，安徽省外籍传教士64人（美国32人，英国28人，德国2人，瑞典1人，奥地利1人）。
这一时期，又有5个西方传教差会进入安徽省传教，它们是：来自美国的美北长老会、美南浸信会、来复会和基督复临安息日会，以及来自瑞典的信公会。来复会在安徽设和县、芜湖、巢县3个总堂，美北长老会设怀远（1901年）、宿州（1913年）和寿县3个总堂，南浸信会设亳州总堂（1904年），信公会设于芜湖。19世纪进入安徽的差会中，内地会增设了舒城和泾县2个总堂，美以美会增设了屯溪总堂。
1919年，基督教差会在安徽省共派驻了172名外国职员。其中以内地会人数最多，达到41人，然后依次是美国圣公会（34人）、基督会（23人）、美北长老会（21人）、 宣道会（19人）、美以美会（17人）、来复会（11人）和美南浸信会（4人），信公会最少（2人）。当时基督复临安息日会在安徽没有派驻外国职员，只有19名中国受薪职员。这些传教士共驻扎在26座城镇中，其中安庆与芜湖两地分别驻有2个和7个传教差会，两地驻扎的传教士均超过26人，占安徽省传教士总数的40%。其他城镇中均只有一个传教差会。有18座城镇驻扎的传教士在5人以下。
同年，安徽省的教会全体人数为11608人。其中内地会和美国圣公会分别达到3261人和3023人，然后依次是美以美会（1981人）、美北长老会（1068人）、来复会（811人）、 基督会（650人）、宣道会（484人）、美南浸信会（183人）和基督复临安息日会（147人），信公会无报告。当时安徽省有23%的基督徒集中于6座主要城市中，而美国圣公会有一半以上的信徒集中在安庆与芜湖两城，而美南浸信会也有一半以上的信徒集中在亳州。当时，安徽省以芜湖为界，南北两部分信徒人数相等。
当时，在安徽省各县中，有3个县的信徒数量超过900人：芜湖县（900人）、太湖县（975人）和怀宁县（923人），其中芜湖县和怀宁县即安徽省两大城市芜湖和安庆所在县份，显示在此时其中，基督教在安徽省集中于城市的情形。而同时安徽省有6个县没有一名基督徒，亦没有任何传教事业：黟县、婺源（今属江西）、祁门、东流、秋浦（2县今合为东至）和英山（今属湖北）。而这6个县中，又有3个县属于旧徽州府。
在安徽省传教的各差会均兴办有教育事业，其中中学11所，高级小学39所，初级小学185所，学生总数为5604人。其中最高程度的教会学校为高中。1919年时共有4所，其中2所为美国圣公会所办，分别位于安庆与芜湖，此外一所为来复会与基督会合办，位于芜湖，另一所属于美以美会，位于宣城。基督会在合肥，宣道会在南陵，分别创办了女子初级中学，规模极小。安徽省无教会大学，教会中学的毕业生可以升入邻省的教会大学，如南京金陵大学、上海圣约翰大学以及武昌的文华大学。在各差会中，美北长老会对兴办教育事业的态度最为积极，而内地会对兴办教育事业的态度最为消极。
1919年，安徽省共有8所教会医院，其中3所为美北长老会开办，位于怀远县和宿州。宣道会由于信仰原因，没有开设教会医院。

### 1920年到1949年
在1920年代以前，安徽省属于基督教势力比较薄弱的省份。1920年代和1930 年代，基督教在安徽取得较大发展，一方面是由于一些教派在乡村地区的传教取得进展，改变了以往信徒集中在城市的状况；另一方面，是由于基督复临安息日会等较晚传入的教派在这一时期的传播速度较快。
1941年太平洋战争爆发后，英、美传教士作为敌国侨民，未离境者均被日军拘捕关押。基督教总体发展趋缓，仅少数中国自立教会仍有发展，如芜湖新建立的基督徒聚会处和耶稣家庭。
1949年，安徽省基督教有21个教派，信徒42625人，教堂634 处。其中，在安徽省工作范围最广的是内地会和中华基督教会，分别占安徽省面积的四分之一和五分之一。
- 中国内地会：为安徽省最大教派，信徒大约为17600人，堂口245 处，主要分布于在西北部阜阳颍河流域一带，西部六安、舒城一带，以及东南部宣城、广德、郎溪、泾县到绩溪、歙县一带，东部来安县亦有分布[3] ；
- 中华基督教会:美北长老会在1927年加入这个主要由长老宗、公理宗教派组成的联合性教会，组建江安大会，在经济和人事上仍受北长老会差会影响。1949年在安徽共有信徒15000人，堂口233个，为安徽省第二大教派。中心在怀远、宿州和寿县[3] ；
- 圣公会：安徽省第三大教派，有1600名信徒，19个堂口，分布在从安庆到芜湖的沿江地带，圣公会皖赣教区的主教座堂设于安庆。
- 基督会：安徽省是该教派在中国最大的传教区域，拥有1500名信徒，22个堂口[3]。
- 美南浸信会：该教派在安徽省分布于西北角亳州一带，以及东部的天长，分别加入豫皖浸信会联会和江苏浸信会联会。共计有1400名教徒，13个堂口。
- 基督复临安息日会：属于总部设在南京的皖宁区会管理，共计有1100名教徒，17个堂口，以阜阳一带较集中。

宣道会和卫理公会的人数在600多人 。
- 芜湖是多个教派的公共宣教区。

### 1949年到1979年
自1950年到1953年，通过发动清算帝国主义分子反动罪行的反帝运动，安徽省的61名外国传教士均被驱逐出境，成立了三自爱国运动委员会。教会兴办的学校、医院等事业机构由政府接管。同时在土地改革运动期间，各地农村教会都停止活动，到1953年部分有条件的得到恢复。
1958年，基督教实行各教派联合礼拜，全省保留教堂仅60多处 。
1966年文化大革命开始，安徽省所有的基督教活动均被禁止。但是自文革后期，安徽的地下基督教活动颇为频繁。到1977年全省参加基督教活动的已经有10万余人，到1979年宗教政策放开后，安徽省的基督教信徒迅速增加，1985年增至35万人，达到1949年的9倍。

## 现状
目前，安徽省的基督徒人数大约有200万，在中国大陆各省中仅次于河南省，超过浙江省。北部的淮河两岸仍是信徒分布最为集中的地区，而中部巢湖、滁州、六安也有为数可观的基督徒群体。1985年，泗县基督徒达3万2千人，是安徽省基督徒最多的县份；阜阳地区基督徒12万余人，是安徽省信徒最多的地区，占全省信徒总数的1/3强 。
在省会合肥开办了2年制的安徽神学院。